# 66 Virginis
66 Virginis är en orange stjärna i huvudserien i Jungfruns stjärnbild.
Stjärnan har visuell magnitud +5,75 och synlig för blotta ögat vid god seeing. Den befinner sig på ett avstånd av ungefär 100 ljusår.